# Gmina Ruzhdije
Gmina Ruzhdije (alb. Komuna Ruzhdie lub Komuna Ruzhdije) – gmina położona w środkowo-zachodniej części Albanii. Administracyjnie należy do okręgu Fier w obwodzie Fier. W 2011 roku populacja gminy wynosiła 2326 osób w tym 1157 kobiety oraz 1169 mężczyzn, z czego Albańczycy stanowili 69,22% mieszkańców, Arumuni 1,55%, Romowie 0,74%. 
W skład gminy wchodzi pięć miejscowości: Gjynoqarë, Siqecë, Ruzhdije, Drenije, Kasnicë.